# Zoutenaaie
Zoutenaaie is een klein dorpje in de Belgische provincie West-Vlaanderen en een deelgemeente van de stad Veurne. Zoutenaaie heeft geen dorpskern, geen gemeentehuis en sinds 1829 geen kerk meer.
Voor de fusie van de gemeente met Veurne was Zoutenaaie met 30 inwoners in 1970 de gemeente met het kleinste aantal inwoners van België. Het dorp telt momenteel nog 16 inwoners (december 2019) op een oppervlakte van 2,07 km².
In en rond Zoutenaaie vindt men nog delen van de Oude Zeedijk.

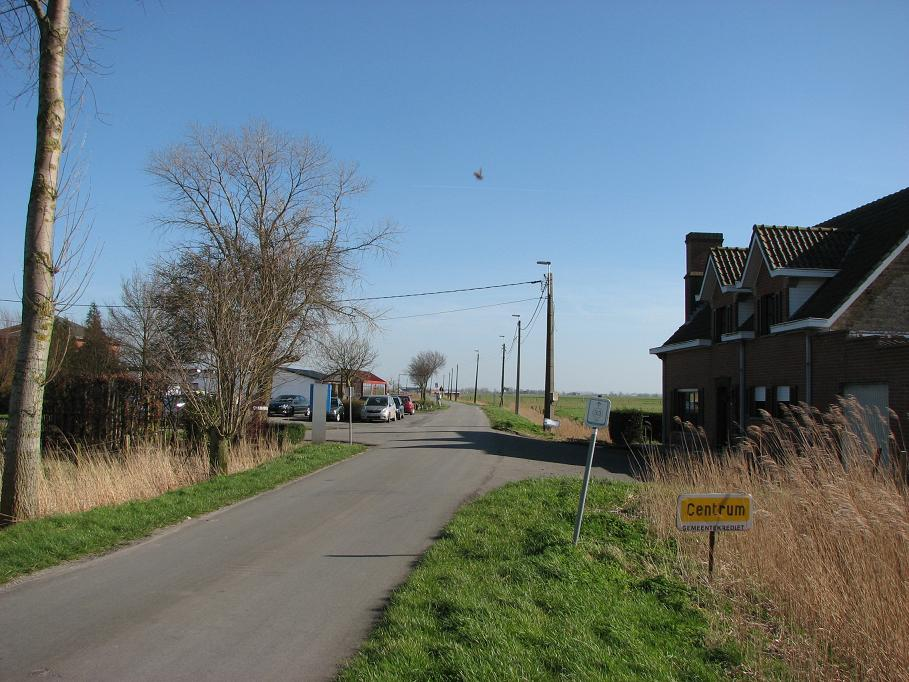
Het "centrum" van Zoutenaaie.

## Geschiedenis

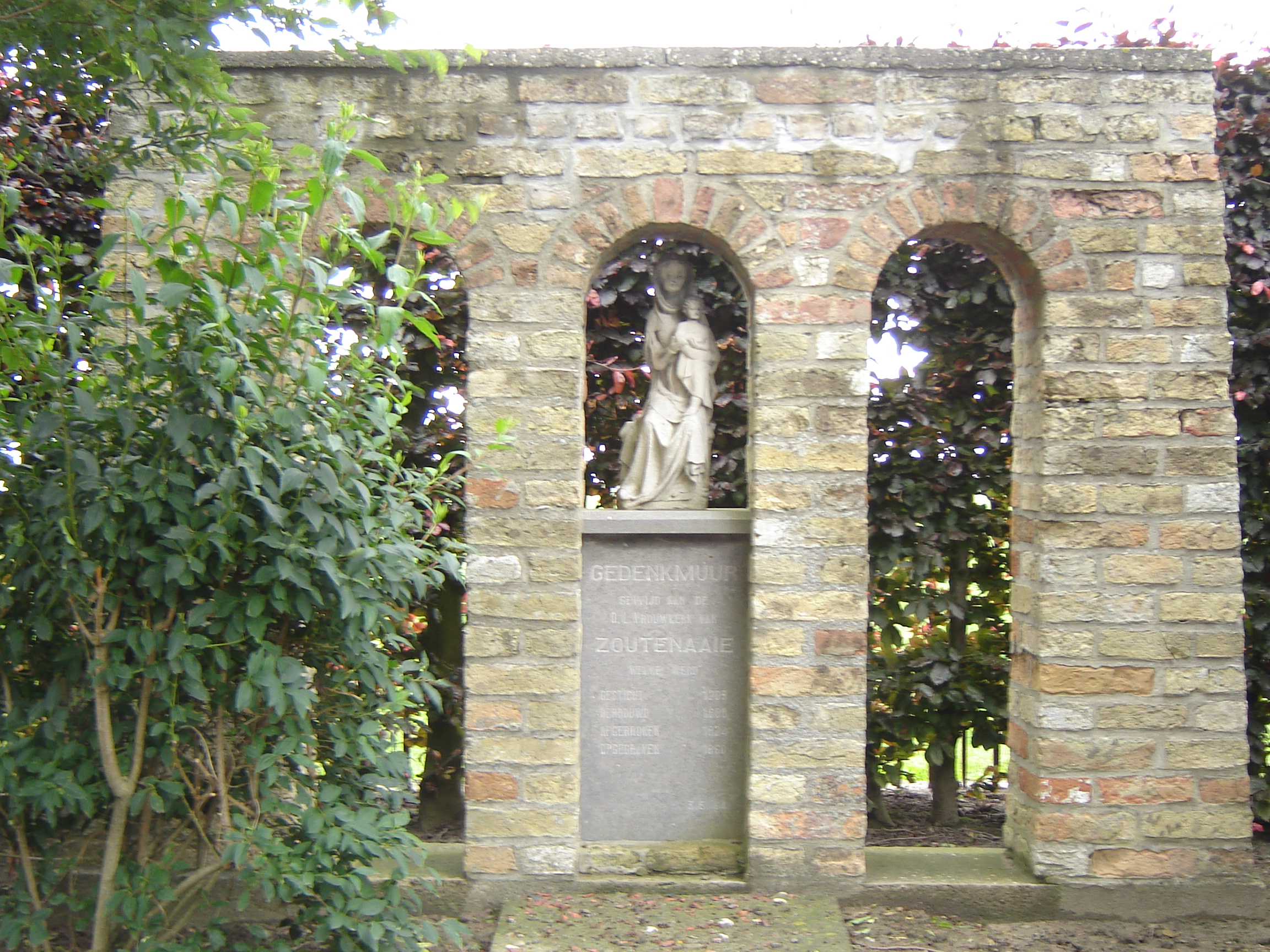
Gedenkmuur, gewijd aan verdwenen Onze-Lieve-Vrouwekerk

Enkele teruggevonden scherven wijzen op het bestaan van een Romeinse nederzetting rond de 2de of 3de eeuw in de omgeving van het latere Zoutenaaie. Een oude vermelding van de plaats gaat terug tot 1116 als Saltanawa, wat staat voor een zoutwaterweide of een vlakte waar lang zout water stond. In 1960 vond men tijdens archeologische opgravingen uitgevoerd onder leiding van Luc Devliegher en professor Jozef Mertens een dubbele terp, die het centrum van het dorp vormde. Op de oostelijke terp vond men de grondvesten van een 13e-eeuws kerkje met één beuk, driezijdige koorsluitingen en meerdere graven; de zuidelijke terp werd in de negende of twaalfde eeuw opgeworpen en diende voor bewoning tot de 16de eeuw.
Het eerste gebedshuis was een eigenkerk.
Tot 1204 behoorde Zoutenaaie tot de parochie Alveringem, maar werd dan op initiatief van de bisschop van Terwaan zelfstandig onder het patronaat van de Sint-Bertinusabdij van Sint-Omaars. In de praktijk was meestal de pastoor van Eggewaartskapelle de deservitor.
De kerk werd onder handen genomen op 16 augustus 1566 tijdens de Beeldenstorm. en is in 1608 herbouwd.
Tijdens de Franse Revolutie werd de kerk door de Fransen in 1796 geplunderd   en achtergelaten in zeer slechte staat. In 1829 werd er een overeenkomst gesloten tussen het gemeentebestuur en de bisschop van Gent waarbij de kerk gesloopt werd met verhuis van de inboedel waaronder de klok naar de kerk van Eggewaartskapelle en waarbij er een nieuwe kapel werd gebouwd. De sloop werd uitgevoerd, maar de bouw van de kapel niet.  De parochie is opgegaan in de parochie van Eggewaartskapelle.

Op 17 april 1971 werd de gemeente bij de stad Veurne gevoegd. 

## Bezienswaardigheden
- Gedenkmuur Onze-Lieve-Vrouwekerk: gebouwd in 1964, herinnert aan de voormalige kerk

## Natuur en landschap
Zoutenaaie ligt in het West-Vlaams poldergebied op een hoogte van ongeveer 3 meter. Ten noorden van de plaats loopt de Zoutenaaieleed. In het oosten vindt men de Oude Aa-Vaart.

## Politiek
Zoutenaaie werd bestuurd door een burgemeester en gemeenteraad zoals alle gemeenten. Vaak waren er niet eens voldoende (niet-verwante) mannen om de gemeenteraad te bevolken en moest men een schepen in een buurgemeente, zoals Avekapelle, halen. Omwille van diezelfde reden diende de wet trouwens bijgeschaafd te worden, en in 1848 had men wel een heel bijzonder kiesresultaat: de 5 kandidaten behaalden elk één (hun eigen) stem. De koning moest daarop de burgemeester aanduiden. Het werd de vorige, die zijn mandaat zo verlengde.
Burgemeesters van Zoutenaaie waren:
- 1803-1836: Norbertus Josephus Declercq
- 1836-1858: Pieter Ludovicus Zwaenepoel
- 1859-1876: Bertinus Bernardus Duhocquet
- 1877-1884: Petrus Ludovicus Zwaenepoel
- 1885-1913: Renatus Josephus Ludovicus Demolder
- 1914-1918: wegens oorlogsomstandigheden niet ingenomen
- 1919-1930: Henri Lodewijk Lycke
- 1931-1933: Renatus Josephus Ludovicus Demolder
- 1934-1958: Oscar Jerome Kinget
- 1959-1971: Daniël Amand Cornelius Kinget

## Demografische ontwikkeling
Bronnen: NIS, www.westhoek.be en Stad Veurne. Opm:1806 t/m 1991=volkstellingen; 1999=inwoneraantal op 1 januari; 2008=inwoneraantal op 14 februari; 2011=inwoneraantal op 14 juni

## Nabijgelegen kernen
Avekapelle, Eggewaartskapelle, Lampernisse, Oostkerke
Deelgemeenten: Avekapelle · Booitshoeke · Bulskamp · De Moeren · Eggewaartskapelle · Houtem · Steenkerke · Veurne · Vinkem · Wulveringem · Zoutenaaie

Belgische gemeenten · Arrondissement Veurne · West-Vlaanderen · Vlaanderen